# Alfa Romeo Junior (2024)
Alfa Romeo Junior (тип 966) — субкомпактний кросовер ( B-сегмент ), що випускається італійською компанією Alfa Romeo з 2024 року. На момент появи це найменший Alfa Romeo, який зараз продається. 
Під час презентації Junior був представлений як Alfa Romeo Milano. Після скарги від італійського уряду, який стверджував, що продавати «італійські» продукти, які не виробляються в Італії, незаконно, Alfa Romeo перейменувала автомобіль на Junior. Ця назва відсилає до початкових версій Alfa Romeo 105/115 Series.

## Опис
Автомобіль був представлений 10 квітня 2024 року як Milano, а через п’ять днів був перейменований на Junior. Він призначений як пряма заміна MiTo в тому ж B-сегменті та Giulietta одночасно.  Junior пов’язаний з Jeep Avenger і Fiat 600 і виробляється разом з ними в Тихах, Польща, на одній платформі STLA Small (e-CMP2).
Junior — перша Alfa Romeo, яка відмовилася від традиційного зміщеного номерного знака на центральний номерний знак у відповідь на нові правила безпеки пішоходів. 

В салоні два екрани 10,25 дюймів для панелі приладів і сенсорного екрану інформаційно-розважальної системи, вентиляційні отвори Quadrifoglio у формі чотирилисної конюшини та опціональні спортивні сидіння Sabelt. Інші функції включають опцію датчиків паркування з оглядом на 360 градусів і задню камеру з оглядом на 180 градусів, вибір режиму водіння Alfa DNA, віртуального голосового помічника «Hey Alfa» та функції безпеки автономного водіння рівня 2 . 

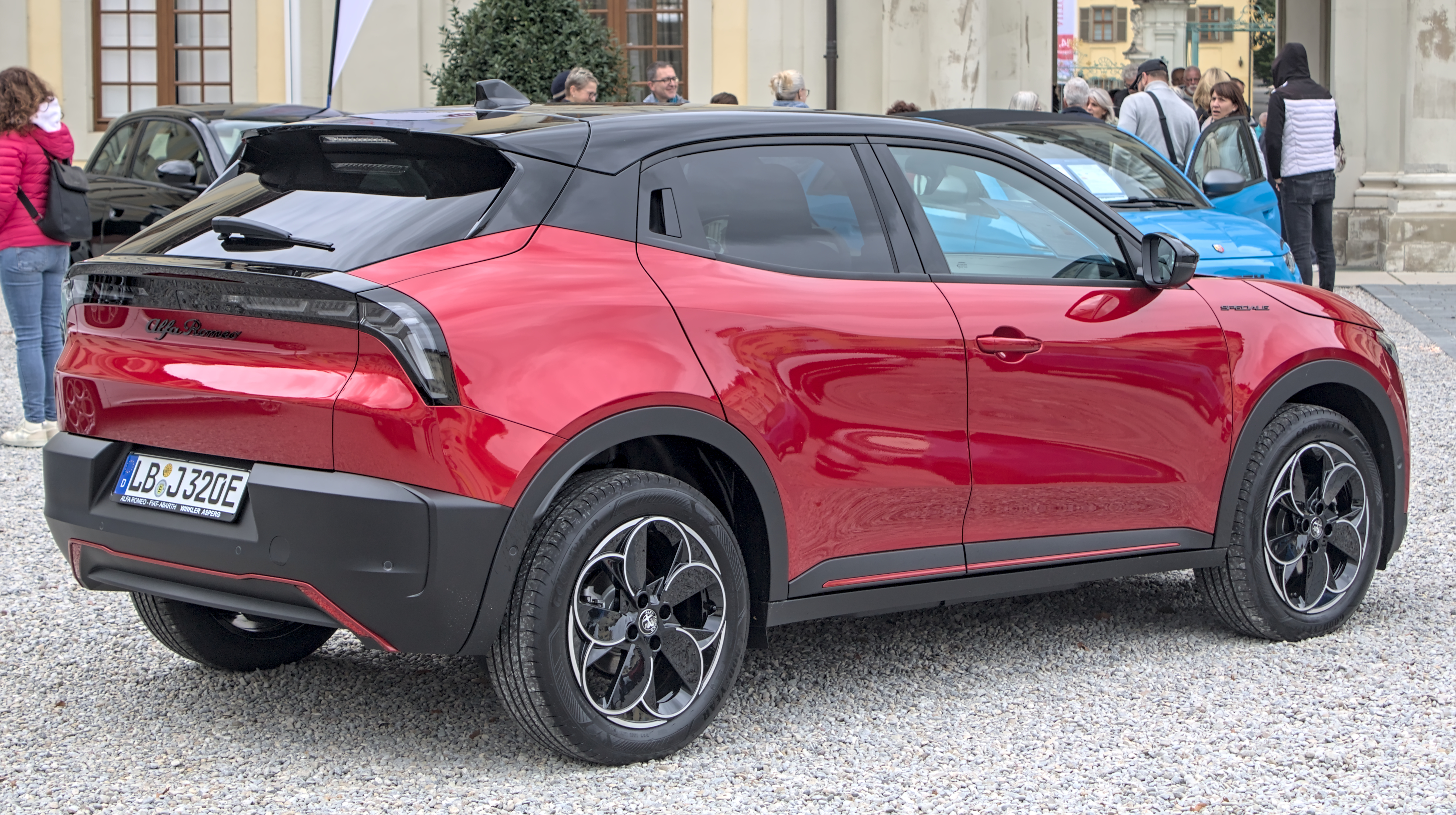
Вид ззаду
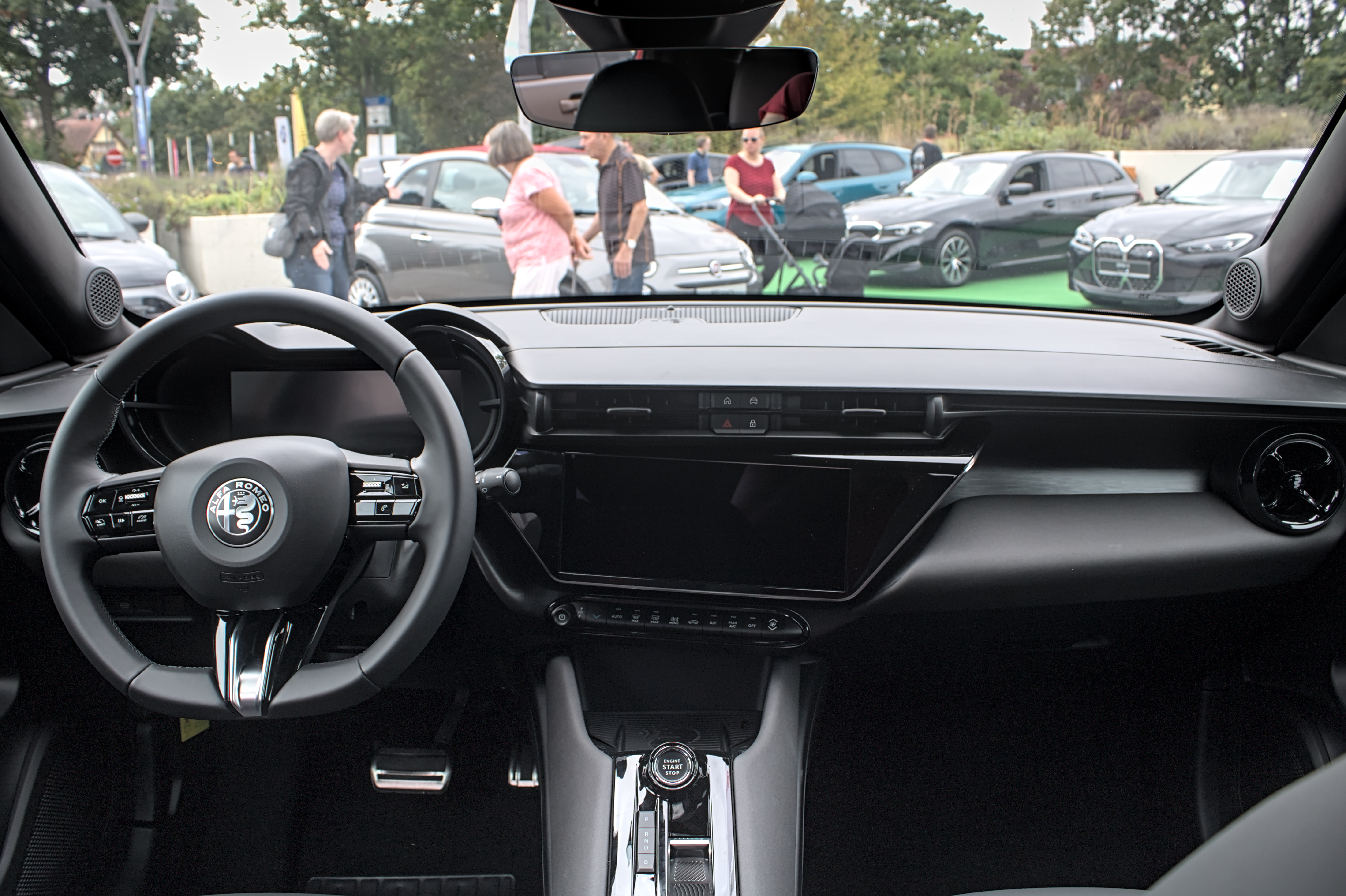
Інтер’єр

## Продуктивність
Alfa Romeo Junior є першим повністю електричним автомобілем компанії, хоча він також пропонується як м’який гібрид. 
Автомобіль пропонується з трьома рівнями продуктивності, а також Ibrida, яка є м’якою гібридною альтернативою варіантам з повністю електричним приводом. Перший рівень - це Alfa Romeo Junior Elettrica, який становить 156 к.с. і 260 Нм крутного моменту. Він передньопривідний, розганяється від 0 до 100 км/год за 9 секунд. Акумуляторна батарея ємністю 54 кВт/год дозволяє Elettrica проїхати 410 кілометрів. Друга продуктивна комплектація, яка отримала назву Junior Speciale, поділяє багато характеристик Elettrica, з ідентичним запасом ходу та продуктивністю.  
Третій і на даний момент найпотужніший рівень продуктивності отримав назву Junior Veloce, що становить 281 к.с. і 345 Н·м крутного моменту, дозволяючи 0–100 км/год за 5,9 секунди. Подібно до менш потужних рівнів продуктивності, проте, він має передній привід і використовує той самий акумулятор ємністю 54 кВт/год, що забезпечує йому запас ходу в 347 кілометрів. 
У четвертій специфікації, яка отримала назву Ibrida, використовується 48-вольтова система м’якого гібрида, що становить 136 к.с.. Акумулятор, що сприяє 29 к.с, працює з 1,2-літровим двигуном I3 з турбонаддувом, поєднаним із шестиступінчастою коробкою передач з подвійним зчепленням, хоча додаткова інформація ще не розкрита. 

## Зовнішні посилання
- Офіційний сайт